# バトラズ
バトラズ（Batraz, オセット語:Батырадз) は、黒海東岸のオセット人に伝わるナルト叙事詩に登場する半神であり最大の英雄である。ナルトの英雄の1人ヘミュツと海神ドン・ベッテュルの一族の娘との間に生まれた。
バトラズは父ヘミュツの背中の瘤から産まれるという奇妙な誕生譚を持つ。生まれつき鋼鉄の身体を持っており、さらに鍛冶神クルダレゴンに鍛えられたことによって、どのような武器も通さない無敵の体となった。彼は武器神の剣の持主であり、ナルトの宝物であったナルタモンガの守護者だった。また天あるいは母の故郷である海底に住み、ナルトが危機に陥ると現れて助けると言われる。

## 物語
ヘミュツの妻が夫と別れて故郷に戻らなくてはならなくなったとき、彼女は身ごもっていたバトラズをヘミュツの背中に移し替えた。彼女がヘミュツの背中に息を吹きかけると瘤ができ、その中に2人の子供が宿った。そしてときが来るとヘミュツの兄弟ウリュズメグの妻で魔法に長けたサタナが瘤を切開してバトラズを誕生させた。生まれた子供の身体は真っ赤に焼けた鋼で出来ており、火花を発しながら瘤から飛び出したかと思うとそのまま海中に飛び込んで海を沸騰させた。
海神の血を引き、生来鋼鉄の身体を持って生まれた彼は、いずれ己より強い者に会うときが来るだろうと考えた。そこで鍛冶神クレダレゴンを訪ね、竜蛇の死骸から作った炭によって鋼鉄の身体を鍛えてもらい、無敵の身体となった。しかし熱された身体を冷ますために海に飛び込んだ際に、海がすぐに干上がってしまったために腸に焼きが入らず、そこが彼の唯一の弱点となった。
サタナの愛人でもある。生まれた子は彼と全く血の繋がりのない子となる。さらには自らを灼熱や暴風に姿を変えることができる。
その後、悪魔を討伐し、集落を襲った巨人を殴り殺したりして、最も誉れ高い勇者の元へと顕現する魔法の杯、ナルタモンガに選ばれた栄光ある戦士であった彼の運命は、ある日一転する。英雄たちを押しのけ魔法の杯ナルタモンガの守護者となる。
ナルト最大の英雄であったバトラズだが、やがて他のナルトたちを憎むようになる。それというのも狡猾なシュルドンの扇動によってナルトたちが父ヘミュツを殺したからである。父の死に憤怒した彼はまず下手人である剣士サイネグ・エルダルを殺し、武器の神サファが造ったズスカラ（Dzus-qara）という名前の神剣を奪って自分の物とした。次に一部のみ彼の父殺害に賛同したナルト達を虐殺し、残ったナルト達には無理難題を押し付けて出来なかったときにこれを殺戮した。こうしてナルトたちの数は僅かまで減少した。その後バトラズはさらに父の死の原因が天上の精霊、天使たちまであると考えて虐殺した。このため精霊たちに訴えられた天上の神はバトラズの死を決定した。
かような大虐殺を犯した彼は神々により豊穣と戦士の誇り、祭祀に対しての罪をその身に負うのだが、彼がその剣を棄てるまで誰も彼の命を奪うことは叶わなかったという。
力を使い果たしたバトラズは生き残ったナルト達に自らの神剣を海へ投げ入れることを命じるが、あまりの重さのため海に投げ入れることを諦め隠してしまう。しかし剣を海に投げ入れると何が起きるか知っていたバトラズはナルトたちの嘘を見抜くことができた。そのためどうしてもバトラズの言う通りにしなければならないと悟ったナルトたちは何千頭もの獣たちに剣を引かせて海辺まで運び、どうにか海に入れることができた。すると海は荒れ狂い、沸騰し、血の色に染まった。それを聞いたバトラズは安心して死んだと言われている。
近年はオセット人のナルト叙事詩とケルトのアーサー王伝説が共通の起源を持つという説が注目されている。この説で特に注意されている伝説の一つは、ナルト叙事詩の大英雄バトラズの死とアーサー王の死との間に顕著な類似が認められることである。アーサー王は死の直前、騎士ベディヴィアに湖にエクスカリバーを投げ込むよう指示する。しかし剣の美しさを見たベティヴィアはあまりにもったいないと感じたため、剣を隠し、湖に投げ入れたと嘘の報告をした。しかしアーサー王に剣を投げ入れたとき湖に何が起きたかと聞かれると答えることができなかった。アーサー王に嘘を責められたベティヴィアがついに剣を湖に投じると、湖から手が現れて剣を受け取り、3度振ったのち水の下に消えた。そこでベティヴィアは見たことをアーサー王に伝えた。この2つの物語は明らかにパラレルな関係にあり、故にバトラズはアーサー王の原型であるとされる。
また宝物ナルタモンガはナルトたちが語る自らの冒険談が真実であるかを判定することもある。 ナルタモンガはアレガテ家によって管理されるのが慣例だが、叙事詩ではこの魔法の杯を守護するのは名誉あることとされ、誰がこの栄光を得るかで争いがあり、最大の武勇を誇るバトラズはウリュズメグやソズリコ、ソスランを押しのけてナルタモンガの守護者となった。 このナルタモンガの起源は、オッセト人の祖とされるスキタイ人に、天から降ってきて、所有者を選ぶ神宝の伝説があり、その中に黄金の杯があることからスキタイ人の伝説にさかのぼると考えられている。